# CF Brăila în sezonul 1994-1995
Sezonul 1994-1995  reprezintă primul sezon pentru Dacia Unirea Brăila în Liga II-a, după patru ani petrecuți în Liga I. Echipă termină printre primele în 
acest sezon dar nu poate promova din cauza unui blat celebru de atunci Trifina-Cănănău cei doi au fost fotbaliști în tinerețe aranjaseră ca Politehnica Iași să
piardă meciul care îl avea de disputat, și să poată promova Dacia Unirea Brăila în urma meciului jucat cu Selena Bacău echipă administrată de Dumitru Sechelariu, Politehnica Iași jucase cu Cetatea Târgu Neamț, apoi după aceea a jucat cu Electroputere Craiova cu care a făcut egal dar chiar și așa promovase spre amărăciunea echipei Dacia Unirea Brăila care a avut meciurile suspendate de cei de la Federația Română de Fotbal (FRF). În sezonul următor exact pe aceeași poziție termină, dar nu promovează și rămâne să activeze mulți ani la nivelul ligii a doua chiar a treia la un moment dat. Meciul a rămas până în ziua de astăzi unul din cele mai mari blaturi ale fotbalului românesc. 

## Echipă
| Nr. |         | Poziție | Jucător             |
| --- | ------- | ------- | ------------------- |
| 1   | România | P       | Constantin Brătianu |
| 12  | România | P       | Ștefan Nicoloff     |
| 4   | România | F       | Sandu Minciu        |
| 5   | România | F       | Tudorel Pelin       |
| 6   | România | F       | Florin Cujbă        |
| 2   | România | F       | Mircea Minescu      |
| 3   | România | F       | Adrian Baldovin     |
| -   | România | F       | Liviu Baicea        |
| -   | România | F       | Alexandru Rupedeal  |
| -   | România | F       | Florian Bulancea    |
| -   | România | F       | Nicușor Ciorășteanu |
| -   | România | F       | Uzun                |
| -   | România | F       | Ovidiu Ciobanu      |
| -   | România | M       | Alexandru Pavel     |
| -   | România | M       | Marin Petrache      |
| -   | România | M       | Gheorghe Negoiță    |
| -   | România | M       | Cătălin Anghel      |
| -   | România | M       | Marius Milea        |
| -   | România | M       | Dumitru Bâlea       |
| -   | România | M       | Constantin Funda    |
| -   | România | M       | Giani Florian       |
| -   | România | M       | Berceanu            |
| -   | România | A       | Mihai Baicu         |
| -   | România | A       | Marcel Catincă      |
| -   | România | A       | Marian Năstase      |
| -   | România | A       | Cătălin Popa        |

## Transferuri

### Sosiri
| Post | Jucător             | De la echipa        | Sumă de transfer  | Dată |  | ---- |
| ---- | ------------------- | ------------------- | ----------------- | ---- |  | ---- |
| A    | Marian Năstase      | Dinamo București    | liber de contract | -    |  |      |
| A    | Mihai Baicu         | Progresul București | liber de contract | -    |  |      |
| A    | Cătălin Popa        | Inter Sibiu         | liber de contract | -    |  |      |
| M    | Cătălin Anghel      | Farul Constanța     | liber de contract | -    |  |      |
| M    | Dumitru Bâlea       | Progresul București | liber de contract | -    |  |      |
| M    | Alexandru Pavel     | Rapid București     | liber de contract | -    |  |      |
| M    | Gheorghe Negoiță    | Gaz Metan Mediaș    | liber de contract | -    |  |      |
| F    | Liviu Baicea        | Progresul București | liber de contract | -    |  |      |
| F    | Florin Cujbă        | Gloria CFR Galați   | liber de contract | -    |  |      |
| M    | Constantin Funda    | Farul Constanța     | liber de contract | -    |  |      |
| A    | Marcel Catincă      | FC Brașov           | liber de contract | -    |  |      |
| F    | Florian Bulancea    | Petrolul Brăila     | liber de contract | -    |  |      |
| F    | Nicușor Ciorășteanu | Petrolul Brăila     | liber de contract | -    |  |      |

### Plecări
| Post | Jucător          | De la echipa        | Sumă de transfer  | Dată |  | ---- |
| ---- | ---------------- | ------------------- | ----------------- | ---- |  | ---- |
| A    | Cătălin Popa     | Steaua București    | liber de contract | -    |  |      |
| A    | Vasile Matincă   | Progresul București | liber de contract | -    |  |      |
| A    | Nicu Marcadonatu | Gaz Metan Mediaș    | liber de contract | -    |  |      |
| P    | Cătălin Hăisan   | Constant Galați     | liber de contract | -    |  |      |
| F    | Vasile Apachiței | Politehnica Iași    | liber de contract | -    |  |      |
| F    | Vasile Brătianu  | Dinamo București    | liber de contract | -    |  |      |
| M    | Ion Gigi         | Oțelul Galați       | liber de contract | -    |  |      |
| M    | Dorin Zainea     | Petrolul Brăila     | liber de contract | -    |  |      |
| M    | Dorin Mardale    | Petrolul Brăila     | liber de contract | -    |  |      |
| A    | Gheorghe Cruți   | Petrolul Brăila     | liber de contract | -    |  |      |

## Seria II

### Rezultate
| Victorii | Egaluri | Înfrângeri | Cea mai mare victorie | Cea mai mare înfrangere |

### Sezon intern
| 1  | F.C. Râmnicu Vâlcea | Dacia Unirea Brăila |                                 | 0-0 |
| 2  | Dacia Unirea Brăila | Constant Galați     | Funda 23', 75' (pen.) Bâlea 55' | 3-0 |
| 3  | Steaua Mizil        | Dacia Unirea Brăila |                                 | 1-0 |
| 4  | Dacia Unirea Brăila | Rocar București     |                                 | 5-0 |
| 5  | Bucovina Suceava    | Dacia Unirea Brăila |                                 | 3-2 |
| 6  | Dacia Unirea Brăila | Poiana Câmpina      |                                 | 5-1 |
| 7  | Selena Bacău        | Dacia Unirea Brăila |                                 | 2-1 |
| 8  | Dacia Unirea Brăila | Gloria Buzău        |                                 | 3-0 |
| 9  | F.C. Acord Focșani  | Dacia Unirea Brăila |                                 | 0-5 |
| 10 | Dacia Unirea Brăila | Poli Iași Lynx      |                                 | 1-0 |
| 11 | Dacia Unirea Brăila | Faur București      |                                 | 1-0 |
| 12 | Portul Constanța    | Dacia Unirea Brăila |                                 | 1-0 |
| 13 | Dacia Unirea Brăila | Metalul Plopeni     |                                 | 2-0 |
| 14 | Flacăra Moreni      | Dacia Unirea Brăila |                                 | 1-3 |
| 15 | Dacia Unirea Brăila | Callatis Mangalia   |                                 | 7-1 |
| 16 | Dacia Pitești       | Dacia Unirea Brăila |                                 | 1-0 |
| 17 | Dacia Unirea Brăila | Cetatea Târgu Neamț |                                 | 3-0 |
| 18 | Dacia Unirea Brăila | F.C. Râmnicu Vâlcea |                                 | 4-0 |
| 19 | Constant Galați     | Dacia Unirea Brăila | Pavel 61'                       | 0-1 |
| 20 | Dacia Unirea Brăila | Steaua Mizil        |                                 | 3-0 |
| 21 | Rocar București     | Dacia Unirea Brăila |                                 | 0-1 |
| 22 | Dacia Unirea Brăila | Bucovina Suceava    |                                 | 2-0 |
| 23 | Poiana Câmpina      | Dacia Unirea Brăila |                                 | 1-2 |
| 24 | Dacia Unirea Brăila | Selena Bacău        |                                 | 2-0 |
| 25 | Gloria Buzău        | Dacia Unirea Brăila |                                 | 1-0 |
| 26 | Dacia Unirea Brăila | F.C. Acord Focșani  |                                 | 2-1 |
| 27 | Poli Iași Lynx      | Dacia Unirea Brăila |                                 | 3-0 |
| 28 | Faur București      | Dacia Unirea Brăila |                                 | 1-1 |
| 29 | Dacia Unirea Brăila | Portul Constanța    |                                 | 2-1 |
| 30 | Metalul Plopeni     | Dacia Unirea Brăila |                                 | 2-1 |
| 31 | Dacia Unirea Brăila | Flacăra Moreni      |                                 | 3-0 |
| 32 | Callatis Mangalia   | Dacia Unirea Brăila |                                 | 0-1 |
| 33 | Dacia Unirea Brăila | Dacia Pitești       |                                 | 4-3 |
| 34 | Cetatea Târgu Neamț | Dacia Unirea Brăila |                                 | 1-2 |

 Clasamentul după 34 de etape se prezintă astfel: